# Nécropole nationale de Crécy-au-Mont
La nécropole nationale de Crécy-au-Mont est un cimetière militaire de la Première Guerre mondiale situé sur le territoire de la commune de Crécy-au-Mont dans le département de l'Aisne.

## Localisation
Cette vaste nécropole de plan rectangulaire, d'une superficie de plus de 2 ha, est située sur la partie haute du village, au nord-ouest, route de Malhôtel, au lieu-dit "le Champ-du-Moulin-à-Vent". Au fond se trouve le cimetière militaire allemand.

## Historique
Le village de Crécy-au-Mont est occupé par l'Allemagne dès septembre 1914. Il est repris par les Français en mars 1917, puis perdu en mai 1918, et ne sera définitivement libéré que le 30 août 1918. Crécy-au-Mont est également célèbre par le fait qu'à proximité a été aménagée par les Allemands une plate-forme pour le canon la Grosse Bertha qui bombardait Compiègne.

## Caractéristiques
Cette nécropole a été édifiée par la France en 1919. Elle contient 1.408 corps dont 356 en  deux ossuaires. On y trouve également les tombes de vingt soldats français tombés en mai 1940 lors de la campagne de France.

## Galerie

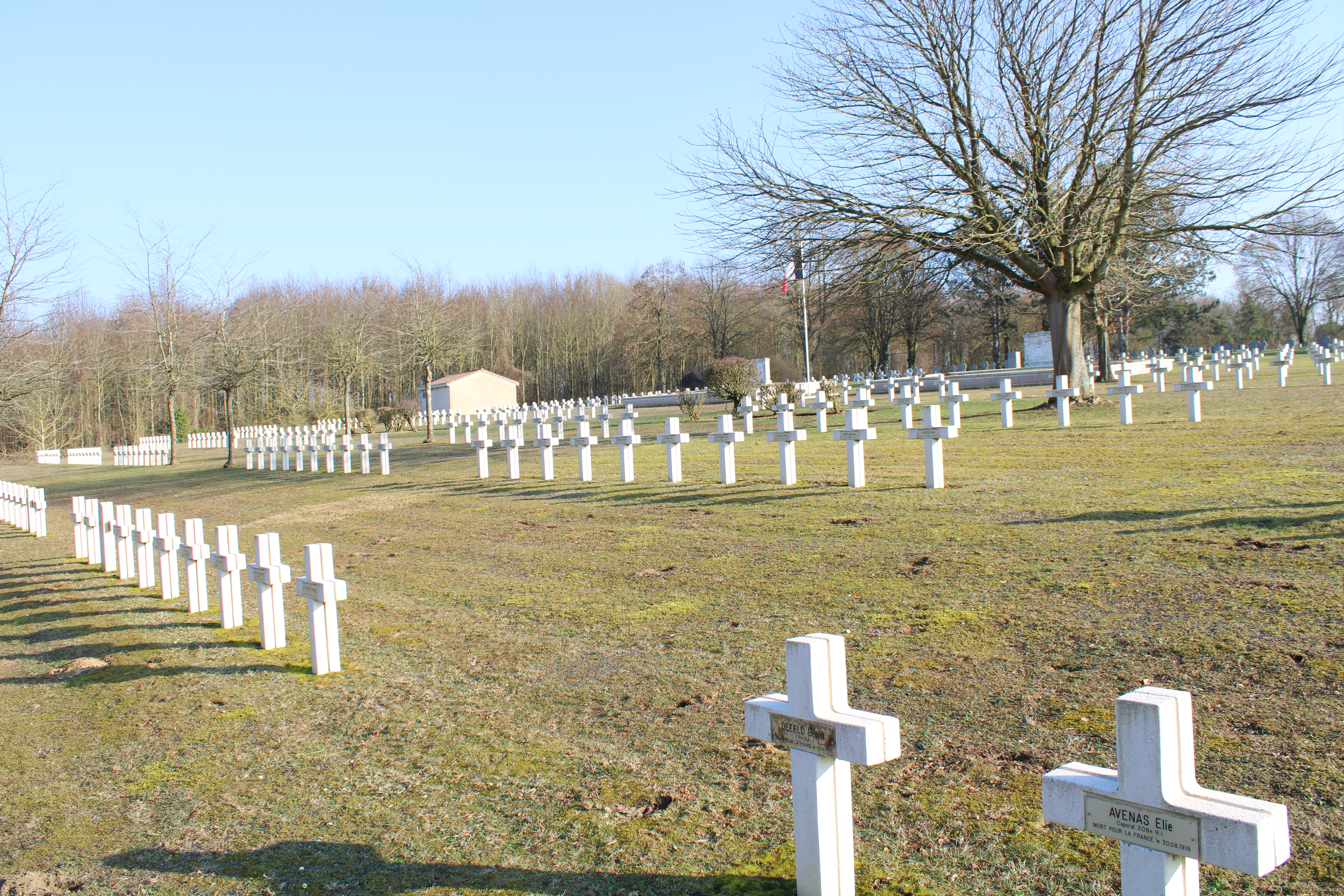
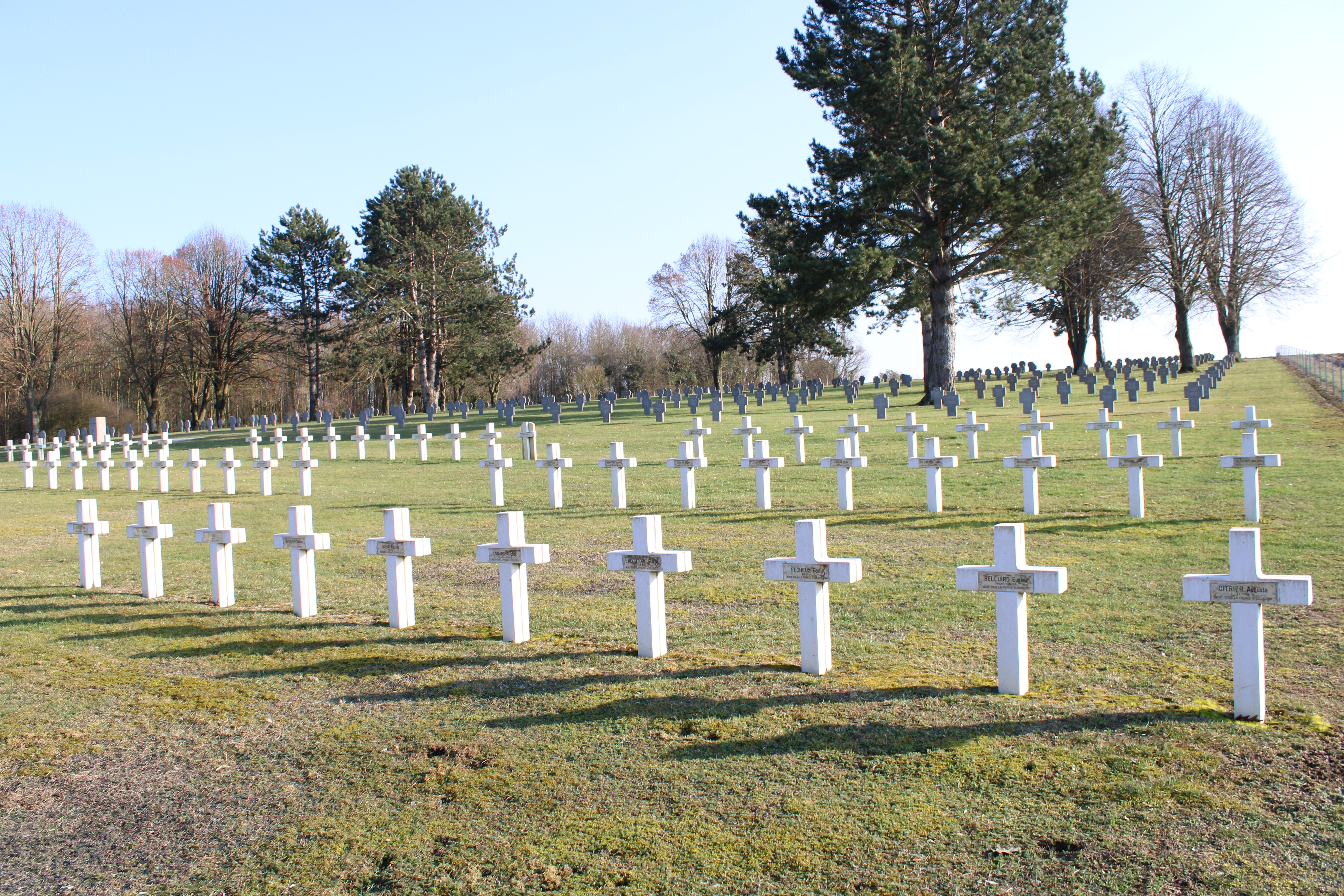
Au fond, le cimetière allemand.
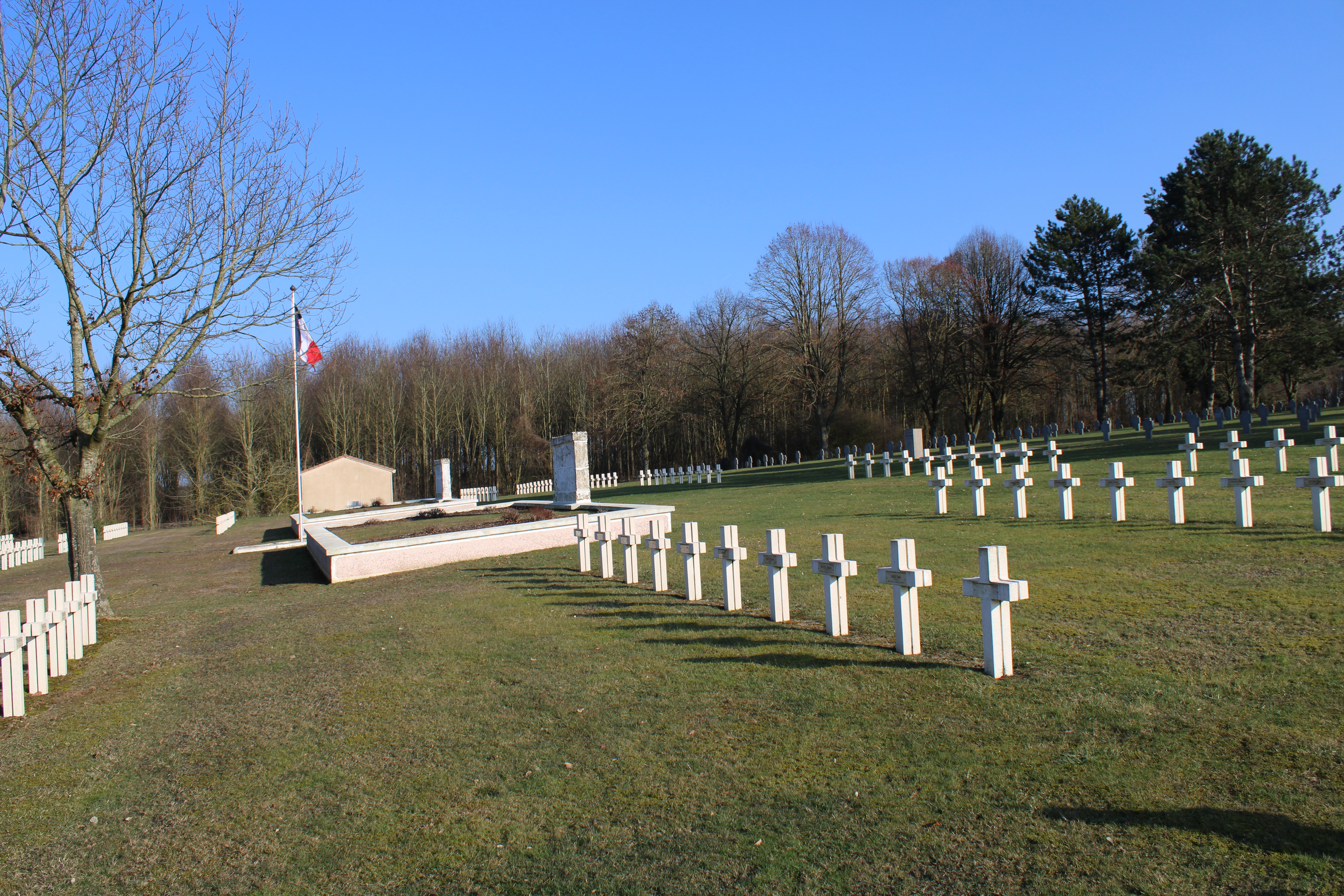
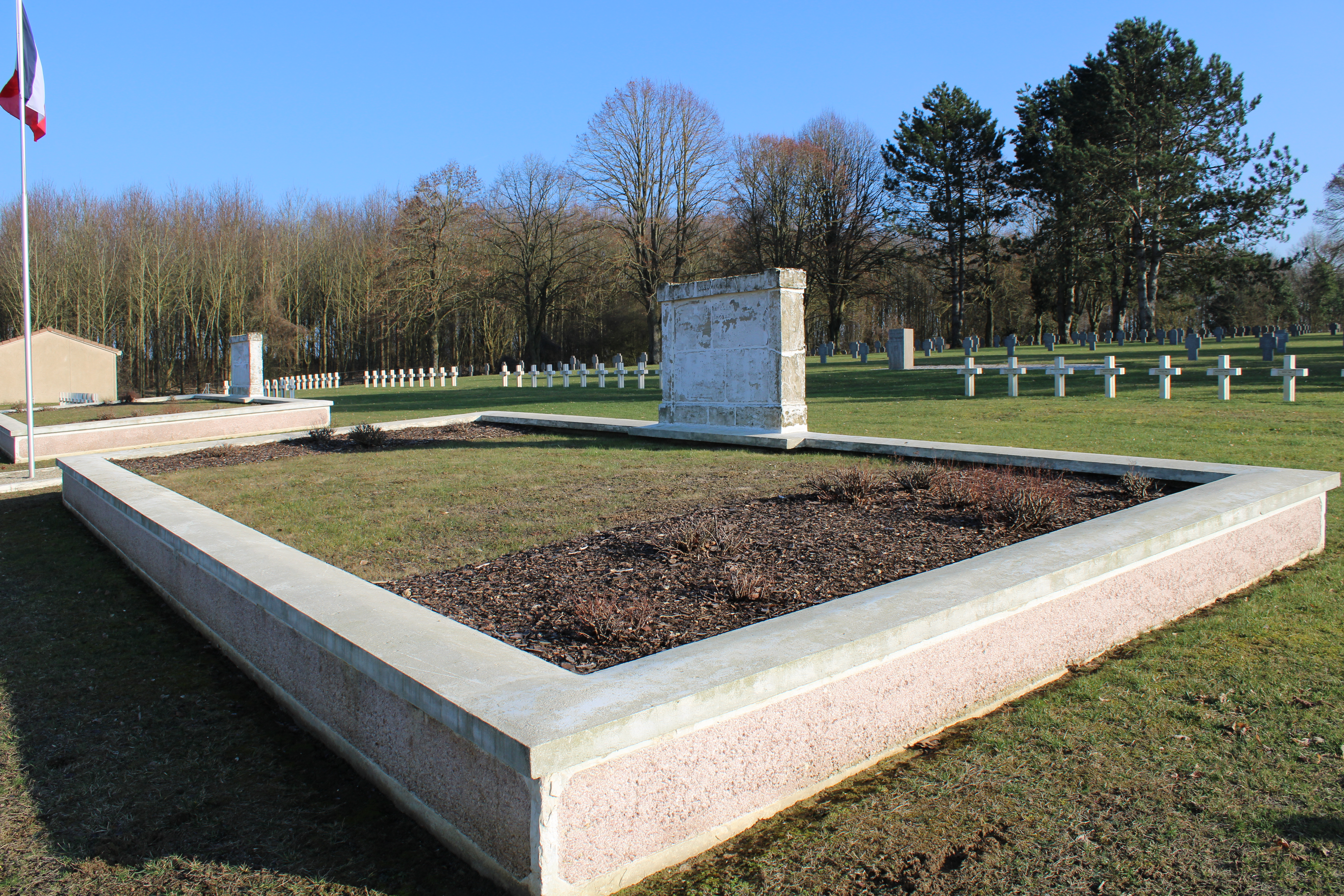
Un des deux ossuaires renfermant 356 soldats
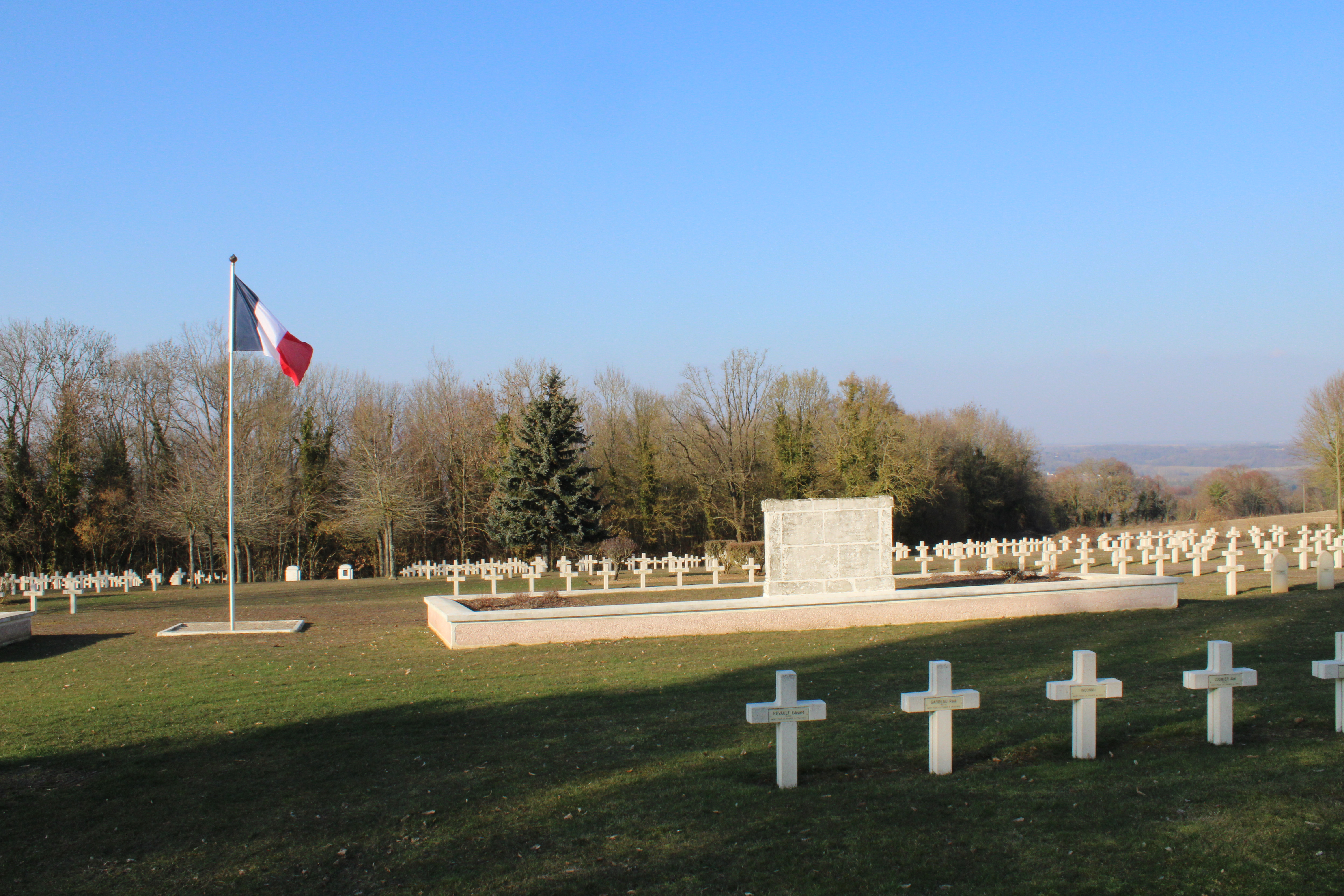

## Sépultures
| Pays   | Sépultures |
| ------ | ---------- |
| France | 1 408      |